# Станиславский, Алексей Маркианович
Алексе́й Маркиа́нович Станисла́вский (12 февраля 1865, Харьковская губерния — 23 мая 1953, Москва) — член Государственной думы III и IV созывов от Харьковской губернии, митрофорный протоиерей.

## Биография
Родился в семье священника.
По окончании Харьковской духовной семинарии со званием студента в 1886 году, был рукоположен в священники Покровской церкви в слободе Большой Пискаревке Богодуховского уезда. В 1901 году был возведен в сан протоиерея и назначен настоятелем Успенского кафедрального собора в Богодухове, каковую должность занимал вплоть до революции.
Кроме того, состоял благочинным 1-го округа Богодуховского уезда, наблюдателем уездных церковно-приходских школ, членом губернского училищного совета от духовенства, членом комиссии по введению в Богодуховском уезде всеобщего образования и блюстителем за преподаванием закона Божьего в средних и низших учебных заведениях уезда. Избирался депутатом от духовенства в уездном и губернском земских собраниях и городской думе. Был законоучителем Богодуховской женской гимназии, содействовал построению Богодуховской мужской гимназии, где впоследствии был избран почетным попечителем.
В 1905 году организовал в Богодухове отдел Союза русского народа, состоял товарищем председателя отдела.
В 1907 году был избран членом III Государственной думы от Харьковской губернии. Входил в Совет фракции правых. Состоял секретарем комиссии о мерах борьбы с пьянством, а также членом комиссий: по народному образованию, по местному самоуправлению, по вероисповедным вопросам и бюджетной.
В 1912 году был переизбран в Государственную думу. Входил во фракцию правых, после её раскола в ноябре 1916 был младшим товарищем председателя группы независимых правых. Состоял членом комиссий: бюджетной, по народному образованию, о борьбе с немецким засильем и бюджетной.
Окончил курс Санкт-Петербургского археологического института, где изучал стили храмовой архитектуры и церковную живопись. В 1913 году участвовал в создании Харьковского епархиального церковно-исторического общества и музея при нём. В 1916 году возведен в потомственное дворянство.
В 1917 году был избран членом Поместного собора Православной церкви от Харьковской епархии, входил в состав Высшего церковного совета (1917—1922). Также был членом Всеукраинского собора (1918).
После 1917 года служил настоятелем нескольких московский церквей: Князь-Владимирской церкви при Московском епархиальном доме (1917—1920), церкви иконы «Нечаянная радость» в Марьиной роще (1920—1935), церкви Спаса Нерукотворного в Гирееве (1935—1941), Казанской церкви в селе Коломенском (1941), церкви Ильи Пророка в Черкизове (1941—1945) и церкви Покрова Пресвятой Богородицы на Лыщиковой Горе (1945—1953).
В годы Великой Отечественной войны устроил сбор средств для помощи Красной Армии и сиротам погибших воинов, был награждён медалью «За доблестный труд в Великой Отечественной войне». В 1945 году участвовал в Поместном Соборе Русской Православной церкви, избравшем патриарха Алексия I. С 1946 года состоял консультантом при Хозяйственном управлении Святейшего Синода, а с 1948 — и членом Пенсионной комиссии при Синоде.
Скончался в 1953 году в Москве. Похоронен на Введенском кладбище.

## Семья
Жена — Аполлинария Александровна (1868—1958). Их дети — Валериан, Леонид, Анатолий, Мелетина, Алексей.

## Награды
Награжден набедренником (1889), скуфьей (1894), камилавкой (1898), золотым наперсным крестом (1903), орденом св. Анны 2-й степени (1909), св. Владимира 4-й (1912) и 3-й (1914) степени, правом ношения двух наперсных крестов включительно.
Кроме того, имел следующие награды:
- икона Святого Иоанна Златоуста с надписью: «За усердную беспорочную 60-летнюю пастырскую службу» (1946);
- портрет патриарха Алексия с надписью: «Всечестнейшему протоиерею отцу Алексею на молитвенную память в день его Ангела» (1950);
- золотой наперсный крест с украшениями в день 65-летия беспрерывного служения в сане священника (1951).

## Сочинения
- Один из наказов выборщиков Харьковской губернии по выборам Государственной думы; Решение о содержании духовенства в Государственной думе // Вера и разум. 1908. Т. 1. С. 537–541; Т. 2. С. 690–696.
- Речи // Вера и разум. 1909–1911, 1913.
- Доклад в Харьковский съезд епархиального духовенства. 1910. № 20.
- Речи, произнесенные членом Государственной думы 3 созыва от Харьковской губернии протоиереем Алексеем Маркиановичем Станиславским в пленарных собраниях Государственной думы в течение 1907–1912 гг. Богодухов, 1912.
- Речь // Законопроект о всеобщем обучении. 1912. Т. 1. С. 824–826.